# Fatima El-Faquir
Fatima El-Faquir (sinh năm 1954) là một vận động viên chạy nước rút, huấn luyện viên và giáo sư thể thao người Maroc. Cô là người Maroc đầu tiên tham gia Thế vận hội. Cô thi đấu ở nội dung 100 mét nữ tại Thế vận hội Mùa hè năm 1972 tại Munich và là nhà vô địch châu Phi đầu tiên trong 400m vượt rào ở Dakar năm 1979. Cô là vận động viên nữ đầu tiên trao cho Morocco một danh hiệu. Cô là giáo sư giáo dục đại học tại Viện thể thao quốc gia Maroc.
El-Faquir đã học thể dục thể thao và thể thao tại Đại học Bucharest ở Romania từ năm 1973 đến 1978 và sau đó tại Đại học Montreal ở Canada. Cô kết hôn và nuôi một gia đình với huấn luyện viên Aziz Daouda. Cô huấn luyện đội tuyển điền kinh quốc gia Maroc và theo dõi Nawal El Moutawakel trong các sự kiện vượt rào và tiếp sức.
Cô đã tổ chức các sự kiện như Đại hội Thể thao Pan Arab ở Rabat, Morocco năm 1985, Đại hội Thể thao Pháp ngữ năm 1989, Giải vô địch thế giới xuyên quốc gia năm 1998 và Giải vô địch thế giới trẻ ở Marrakech năm 2006. Cô giữ các vị trí Tổng thống trong Liên đoàn điền kinh châu Phi, Bắc Phi và Hiệp hội thể thao và thể thao phụ nữ quốc gia .
Năm 2017, cô bảo vệ luận án bằng tiếng Pháp với tựa đề "Vận động viên cấp cao Maroc: Xuất hiện, Tầm nhìn, Xóa bỏ 1956-2016".